# Nyambeni Hills
Nyambeni Hills är kullar i Kenya.   De ligger i länet Isiolo, i den centrala delen av landet, 210 km nordost om huvudstaden Nairobi.
Nyambeni Hills sträcker sig 24,0 km i sydvästlig-nordostlig riktning. Den högsta toppen är Itiene, 2 427 meter över havet.
Topografiskt ingår följande toppar i Nyambeni Hills:
- Buathini
- Chandumbi
- Itiene
- Kamweri
- Kiambeni
- Kilimanchuma
- Kilimantiri
- Kirama
- Kisingangu
- Maua
- Ngawa
- Ntoyi
- Rumiera
- Ruongokoroi
- Sanga